# Strada statale 4 dir Via Salaria
La strada statale 4 dir Via Salaria (SS 4 dir) è una strada statale italiana, diramazione della strada statale 4 Via Salaria tra la località di Passo Corese e il casello di Fiano Romano dell'autostrada A1 diramazione nord. Aperta nel 1964, è lunga 4,5 km ed ha due corsie per senso di marcia, con carreggiate separate da spartitraffico.
La SS 4 dir è gestita da ANAS ed è riconosciuta come strada di interesse nazionale.

## Percorso
La SS4 dir permette al traffico tra Roma e la provincia di Rieti di confluire sulla diramazione Roma nord dell'Autostrada del Sole, che tra Passo Corese e Roma scorre in parallelo alla strada statale Salaria, con appena tre chilometri di distanza tra le due arterie; l'autostrada, essendo a tre corsie per senso di marcia (due per senso di marcia nel tratto Settebagni-Innesto GRA), consente uno scorrimento più agevole rispetto al tratto Passo Corese-Roma della Salaria, che è ad una corsia per senso di marcia e passa all'interno di molti centri abitati.
Grazie alla SS 4 dir si può percorrere il tratto Passo Corese-Roma interamente con strade a scorrimento veloce sfruttando prima la bretella, poi la A1 Dir, quindi rientrando nella Salaria per il tratto a quattro corsie Settebagni-Castel Giubileo (che è a due corsie per senso di marcia) e infine immettersi nella Tangenziale Est.

### Tabella percorso
| Via Salaria | |      |           |
| Tipo        | Indicazione                                                                                                | ↓km↓ | Provincia |
|             | Via Salaria                                                                                                | 0,0  | RI        |
|             | Polo della logistica di Passo Corese Stazione di Fara Sabina-Montelibretti                                 | 0,8  | RM        |
|             | Fiume Tevere                                                                                               | 1,1  | RM        |
|             | Fiano Romano                                                                                               | 2,8  | RM        |
|             | Diramazione Roma Nord (svincolo di Fiano Romano) (solo immissione in direzione Passo Corese)               | 3,7  | RM        |
|             | Diramazione Roma Nord (svincolo di Fiano Romano) (solo uscita in direzione Roma) Tiberina-Casello A1 Fiano | 4,5  | RM        |